# Chung kết Siêu cúp bóng đá Tây Ban Nha 2025
Trận Chung kết Siêu cúp bóng đá Tây Ban Nha 2025 là trận đấu bóng đá để quyết định đội vô địch của Siêu cúp bóng đá Tây Ban Nha 2025, lần thứ 41 của giải đấu siêu cúp thường niên dành cho các câu lạc bộ Tây Ban Nha. Trận đấu diễn ra vào ngày 12 tháng 1 năm 2025 tại Thành phố Thể thao Nhà vua Abdullah ở thành phố Jeddah, Ả Rập Xê Út..

## Các đội bóng
| Câu lạc bộ  | Tư cách góp mặt         | Thành tích các lần góp mặt trước (các năm in đậm hiển thị vô địch)                                                                                              |
| ----------- | ----------------------- | --- |
| Barcelona   | Á quân La Liga 2023–24  | 26 (1983, 1985, 1988, 1990, 1991, 1992, 1993, 1994, 1996, 1997, 1998, 1999, 2005, 2006, 2009, 2010, 2011, 2012, 2013, 2015, 2016, 2017, 2018, 2021, 2023, 2024) |
| Real Madrid | Vô địch La Liga 2023–24 | 19 (1982, 1988, 1989, 1990, 1993, 1995, 1997, 2001, 2003, 2007, 2008, 2011, 2012, 2014, 2017, 2020, 2022, 2023, 2024)                                           |

1. ↑  Real Madrid giành cú đúp danh hiệu La Liga và Cúp Nhà vua nên họ tự động vô địch Siêu cúp bóng đá Tây Ban Nha 1989.

## Đường đến chung kết
| Barcelona       | Barcelona | Vòng đấu                          | Real Madrid | Real Madrid |
| --------------- | --------- | --------------------------------- | ----------- | ----------- |
| Đối thủ         | Kết quả   | Siêu cúp bóng đá Tây Ban Nha 2025 | Đối thủ     | Kết quả     |
| Athletic Bilbao | 2–0       | Bán kết                           | Mallorca    | 3–0         |

## Trận đấu

### Chi tiết
| Real Madrid               | 2–5      | Barcelona                                                                |
| ------------------------- | -------- | ------------------------------------------------------------------------ |
| - Mbappé 5' - Rodrygo 60' | Chi tiết | - Yamal 22' - Lewandowski 36' (ph.đ.) - Raphinha 39', 48' - Balde 45+10' |

| Barcelona | Real Madrid |

| Cầu thủ xuất sắc nhất trận đấu: Raphinha (Barcelona) Trợ lý trọng tài: Ángel Nevado Rodriguez (Extremadura) Trọng tài thứ tư: Mario Melero López (Andalusia) Trợ lý trọng tài video: Javier Iglesias Villanueva (Galicia) Trợ lý tổ trợ lý trọng tài video: Antonio Cerezo Parfenof (Cantabria) | Luật trận đấu - 90 phút. - Loạt sút luân lưu nếu vẫn có kết quả hòa. - Được phép thay tối đa 5 trong số 11 cầu thủ dự bị tối đa. |